# Isochariesthes flavoguttata
Isochariesthes flavoguttata là một loài bọ cánh cứng trong họ Cerambycidae.